# Crowell (Texas)
Crowell è un centro abitato degli Stati Uniti d'America, situato nella contea di Foard (di cui è capoluogo) dello Stato del Texas.
La popolazione era di 1.141 persone al censimento del 2010.

## Geografia fisica
Crowell è situata a 33°59′09″N 99°43′28″W (33.985838, -99.724430).
Secondo lo United States Census Bureau, ha un'area totale di 1,9 miglia quadrate (4,9 km²).
Il terreno è vario, con dolci colline. Il suolo varia da terriccio leggermente sabbioso a terriccio prevalentemente sabbioso. Il suolo e le condizioni meteorologiche rendono la zona adatta per la coltivazione di frumento, cotone, e per le coltivazioni di fieno. Nella zona circostante, vi sono falde acquifere idonee per l'irrigazione. La maggior parte della zona immediatamente a est di Crowell è dedicata alla coltivazione mentre la zona immediatamente a ovest di Crowell è dedicata all'allevamento di bovini da carne.

## Società

### Evoluzione demografica
Secondo il censimento del 2000, c'erano 1.141 persone, 465 nuclei familiari e 292 famiglie residenti nella città. La densità di popolazione era di 604,6 persone per miglio quadrato (233,1/km²). C'erano 568 unità abitative a una densità media di 301,0 per miglio quadrato (116,0/km²). La composizione etnica della città era formata dall'83,26% di bianchi, il 3,07% di afroamericani, lo 0,70% di nativi americani, l'11,13% di altre razze, e l'1,84% di due o più etnie. Ispanici o latinos di qualunque razza erano il 17,62% della popolazione.
C'erano 465 nuclei familiari di cui il 29,7% aveva figli di età inferiore ai 18 anni, il 50,3% erano coppie sposate conviventi, il 10,3% aveva un capofamiglia femmina senza marito, e il 37,0% erano non-famiglie. Il 34,4% di tutti i nuclei familiari erano individuali e il 21,7% aveva componenti con un'età di 65 anni o più che vivevano da soli. Il numero di componenti medio di un nucleo familiare era di 2,36 e quello di una famiglia era di 3,08.
La popolazione era composta dal 26,8% di persone sotto i 18 anni, il 5,9% di persone dai 18 ai 24 anni, il 21,9% di persone dai 25 ai 44 anni, il 22,3% di persone dai 45 ai 64 anni, e il 23,0% di persone di 65 anni o più. L'età media era di 40 anni. Per ogni 100 femmine c'erano 82,9 maschi. Per ogni 100 femmine dai 18 anni in giù, c'erano 79,6 maschi.
Il reddito medio di un nucleo familiare era di 22.214 dollari, e quello di una famiglia era di 30.667 dollari. I maschi avevano un reddito medio di 21.141 dollari contro i 16.184 dollari delle femmine. Il reddito pro capite era di 12.965 dollari. Circa l'11,4% delle famiglie e il 16,4% della popolazione erano sotto la soglia di povertà, incluso il 17,1% di persone sotto i 18 anni e il 19,6% di persone di 65 anni o più.